# Bezirk Neubrandenburg

Länet Neubrandenburgs läge i DDR

Bezirk Neubrandenburg var ett län (tyska: Bezirk) i Östtyskland med Neubrandenburg som huvudort. 

## Historia
Det grundades tillsammans med övriga 13 distrikt 25 juli 1952 och ersatte då de tidigare tyska delstaterna i Östtyskland. Bezirk Rostock hade en area av 10 948 km² och 620 500 invånare (1989).
Efter den tyska återföreningen avvecklades länet och området kom huvudsakligen till den nyskapade förbundslandet Mecklenburg-Vorpommern. Distrikten Templin, Prenzlau och olika kommuner av de dåvarande distrikten Pasewalk och Strasburg blev en del av förbundslandet Brandenburg.

## Administrativ indelning
Länet Neubrandenburg delades in i fjorton distrikt/kretsar (tyska:Kreise): 
| Distrikt (Kreis)          | Huvudort       |
| Kreis Altentreptow        | Altentreptow   |
| Kreis Anklam              | Anklam         |
| Kreis Demmin              | Demmin         |
| Kreis Malchin             | Malchin        |
| Kreis Neubrandenburg-Land | Neubrandenburg |
| Kreis Neustrelitz         | Neustrelitz    |
| Kreis Pasewalk            | Pasewalk       |
| Kreis Prenzlau            | Prenzlau       |
| Kreis Röbel/Müritz        | Röbel/Müritz   |
| Kreis Strasburg           | Strasburg      |
| Kreis Templin             | Templin        |
| Kreis Teterow             | Teterow        |
| Kreis Ueckermünde         | Ueckermünde    |
| Kreis Waren               | Waren          |